# سان مارتزانو دی سان جیوزپه
سان مارتزانو دی سان جیوزپه (به ایتالیایی: San Marzano di San Giuseppe) یک کومونه در ایتالیا است که در استان تارانتو واقع شده‌است. سان مارتزانو دی سان جیوزپه ۱۹ کیلومتر مربع مساحت و ۹٬۲۹۴ نفر جمعیت دارد و ۱۳۴ متر بالاتر از سطح دریا واقع شده‌است.